# Eira (Helsinki)
Eira ist ein Teilgebiet (finn. osa-alue) und zugleich ein Stadtteil (kaupunginosa) von Helsinki. Eira liegt südlich des Stadtzentrums auf der Halbinsel Vironniemi. In dem Viertel befinden sich viele Villen und die Botschaften vieler Länder. Der Name des im 19. Jahrhundert errichteten Krankenhauses Eira leitet sich von dem der nordischen Göttin der Heilkunde, Eir, ab.

## Weblinks

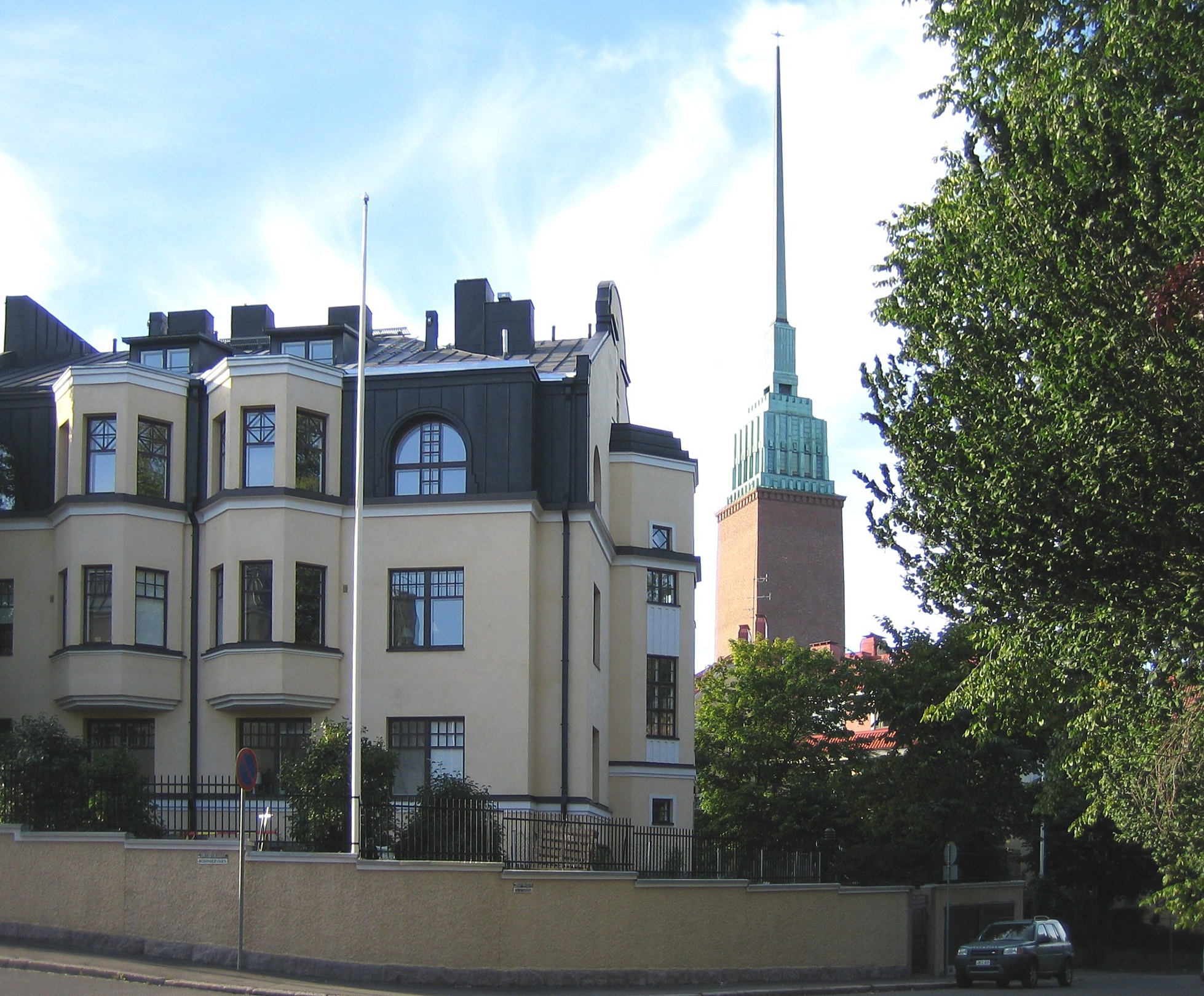
Straßenbild aus Eira; rechts im Hintergrund die – außerhalb des Stadtteils liegende – Mikael-Agricola-Kirche